# Bonasa umbellus
El grévol engolado (Bonasa umbellus), es una especie de ave galliforme de la familia de los faisánidos (Phasianidae), endémica de América del Norte. Es el ave estatal de Pensilvania.

## Distribución y hábitat
Su hábitat son los bosques mixtos caducifolios y de coníferas.  
Se puede encontrar de costa a costa en el norte de Estados Unidos y Canadá, se extiende desde el norte de Georgia y el noreste de Alabama hasta Labrador. En el área de la costa oeste se extiende desde el noroeste de California hasta Alaska.

## Subespecies
Se reconocen catorce subespecies de esta ave:
- Bonasa u. affinis Aldrich y Friedmann, 1943
- Bonasa u. brunnescens Conover, 1935
- Bonasa u. castanea Aldrich y Friedmann, 1943
- Bonasa u. incana Aldrich y Friedmann, 1943
- Bonasa u. labradorensis Ouellet, 1990
- Bonasa u. mediana Todd, 1940
- Bonasa u. monticola Todd, 1940
- Bonasa u. obscura Todd, 1947
- Bonasa u. phaios Aldrich y Friedmann, 1943
- Bonasa u. sabini (Douglas, 1829)
- Bonasa u. togata (Linnaeus, 1766)
- Bonasa u. umbelloides (Douglas, 1829)
- Bonasa u. umbellus (Linnaeus, 1766)
- Bonasa u. yukonensis Grinnell, 1916